# Ma-wang-tuej

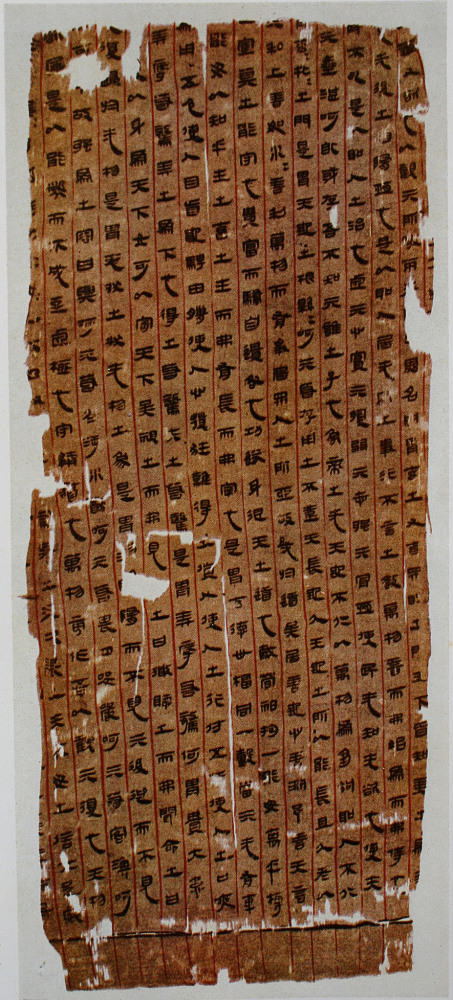
Taoistický rukopis na hedvábí z naleziště Ma-wang-tuej, 2. stol. př. n. l.

Ma-wang-tuej (čínsky pchin-jinem Mǎwángduī, znaky zjednodušené 马王堆, tradiční 馬王堆) je archeologické naleziště na území čínského města Čchang-ša. Vykopávky tří hrobek byly provedeny mezi rokem 1972, kdy bylo místo objeveno, a 1974. Pohřebiště patřilo šlechtické rodině z 1. poloviny 2. století př. n. l. Mezi jiným se našlo velké množství zčásti doposud neznámých textů (celkem asi 120 000 znaků), nejstarší dochovaný prapor na světě, hudební nástroje, pečetidla, mapy a další předměty.